# Arhythmorhynchus siluricola
Arhythmorhynchus siluricola är en hakmaskart som beskrevs av Dollfus 1929. Arhythmorhynchus siluricola ingår i släktet Arhythmorhynchus och familjen Polymorphidae. Inga underarter finns listade i Catalogue of Life.